# Cotesia bataviensis
Cotesia bataviensis är en stekelart som först beskrevs av Sievert Allen Rohwer 1919.  Cotesia bataviensis ingår i släktet Cotesia och familjen bracksteklar. Inga underarter finns listade i Catalogue of Life.